# Schwinkendorf
Schwinkendorf è una frazione del comune tedesco di Moltzow.

## Storia
Il 1º gennaio 2013 il comune di Schwinkendorf venne aggregato al comune di Moltzow.